# スウェディッシュ・ハウス・マフィア
スウェディッシュ・ハウス・マフィア (Swedish House Mafia)とは、スウェーデンのハウス/エレクトロニック・ダンス・ミュージックユニットである。アクスウェル、スティーヴ・アンジェロ、セバスチャン・イングロッソの3人で構成されている。

## メンバー
- アクスウェル (Axwell、本名: アクセル・クリストファー・ヘドフォース、Axel Christofer Hedfors)

1977年12月18日生まれ。
- スティーヴ・アンジェロ (Steve Angello、本名: スティーヴン・パトリック・ヨーゼフソン・フランゴヤニス、Steven Patrik Josefsson Fragogiannis)

1982年11月22日生まれ。
- セバスチャン・カルミネ・イングロッソ (Sebastian Carmine Ingrosso)

1983年4月20日生まれ。

## 略歴

### 2008-2010年: 『Until One』
2008年からの3人での活動を行っている。もともと各個人が名の知れたDJであり、それぞれがUnitを組んだりコラボ曲を制作していた。
また、最初期は現在はソロで莫大な支持を得ているエリック・プライズを加えた4人でスタートした。
なお、エリック・プライズは音楽の方向性の違いから脱退してしまうが、現在でも仲は良好な模様。
その後、2009年のLaidback Lukeとのコラボ曲である「Leave The World Behind」のヒットを機に「Swedish House Mafia」と命名し、正式に結成した。その後、2010年にDirty South,David Guettaなどのトラックを含むデビューアルバム『Until One』をリリースし、ヨーロッパ各国のアルバムチャートにて軒並みランクインを果たす。特に、イギリスにてゴールドディスクを獲得。一躍、ヨーロッパを代表する人気グループへと成長した。

### 2012-2013年: 『Until Now』
2012年には、2ndアルバム『Until Now』をリリースし、前作以上のヒットを記録。イギリスで2度目のゴールドディスク獲得に加え、アルバムからのシングル「"Save The World"」が、人気DJの「Zedd」などにRemixされ、その影響でイギリスやイタリアで大ヒットを記録。2ndシングル「"Antidote"」ではオーストラリア出身のバンド「Pendulum」の新ユニット「Knife Party」とコラボしており、PVでは日本のヤクザが登場。また4thシングル「"Don't You Worry Child"」はオーストラリアやイギリスを始めとする各国で首位まで上り詰めるなど、「"Save The World"」以上の大ヒットを記録。その人気はアメリカ合衆国にも飛び火し、「"Don't You Worry Child"」は全米シングルチャートにて最高6位まで上り詰めている。だが、後にお互いのソロ活動に専念する為、解散を公式サイトで発表。地中海に位置するスペイン領,イビサ島をスタートとし、アメリカ合衆国,マイアミを終着点とした解散ライブ、「One Last Tour」を開いた。このツアーの映像を編集したものが、ドキュメンタリー映画「Leave the World Behind」となった。

解散後、アクスウェルとセバスチャン・イングロッソは"Axwell Λ Ingrosso（アクスウェル Λ イングロッソ）"とデュオDJのユニットを結成し、「サムシング・ニュー」や「モア・ザン・ユー・ノウ」などのヒット曲を連発。アルバム「モア・ザン・ユー・ノウ」が日本でも話題となった。スティーヴ・アンジェロは、“Size Records（サイズ・レコーズ）”という2003年に自身が立ち上げたレーベルで活動しており、2枚のフル・スタジオアルバムをリリースした。

### 2018~: 『Save The World Reunion Tour』&『Paradise Again』
2018年3月23～25日に行われたウルトラ・ミュージック・フェスティバルにて再結成
毎年、ウルトラの開催時期が近づくと、彼らの再結成の噂が流れていたが、彼らは否定し、2018年の開催前にも否定的だった。
しかし、ラインナップが発表されると、クロージングの枠がモザイク処理されており、そこにスウェディッシュハウスマフィアが入るのではと予測されたが、パフォーマンス前日になるまでは情報が錯綜した。
前日、メンバーであるアクスウェルとセバスチャン・イングロッソがAxwell Λ Ingrossoとして出演した際、最後にスウェディッシュハウスマフィアのアイコンである3つのドット(●●●)がスクリーンに表示され、暗に再結成することを示唆した。
最終日のクロージング枠、メインステージを改造した特設ステージにて再結成パフォーマンスを行った。
彼らのシングル「Miami 2 Ibiza」に始まりヒット曲の「One(Your Name)」に終わる約1時間のパフォーマンスは観衆を熱狂させた。
その後、2018年はAxwell Λ Ingrosso とSteve Angelloとして活動したものの、各地で再結成することを喧伝した他、2018年を最後にAxwell Λ Ingrosso が解散し、本格的にスウェディッシュハウスマフィアとして活動するとセバスチャン・イングロッソが発表した。
2018年10月21日にYouTubeを通じて会見を行った。内容は活動再開に伴う再始動ライブを2019年5月4日に彼らの地元、スウェーデンのストックホルムにあるTele2 Arenaにて行い、その後ワールドツアーを予定していると発表した。
2019年5月4日、前述のTele2 Arenaにおいて再始動ライブを開催した。また、再始動ライブ時に、いくつかの未発表曲を演奏し、観衆の期待を煽った。
その後は『Save The World Reunion Tour』と題されたツアーを行った。ヨーロッパ各地やメキシコ、シンガポール等でライブを行い、サウジアラビアでのライブを最後にこのワールドツアーは幕を閉じた。
その後、2020年から2021年にかけて長らく沈黙を保ってきたが、2021年7月16日(日本時間)に9年ぶりに新曲である『It Gets Better』をリリースした。
また、『It Gets Better』をリリースした3日後に、Ty Dolla $ignと070 Shakeをフィーチャリングした『Lifetime』をリリースした。
ビルボードのインタビューにおいて、2022年に初のフル・スタジオ・アルバム『Paradise Again 』をリリースすると発表した。
10月21日、グラミー賞受賞アーティストThe Weekndとコラボした『Moth To A Flame』をリリースし、同時に、2022年に『Paradise Again Tour 』と題されたワールドツアーを行うと発表した。
2022年1月1日、新年をファンと祝うため、自らの楽曲『One』のオーケストラバージョンとなる『One symphony』をリリースした。
2022年1月3日、『Moth To A Flame』のExtended Mix をリリースした。このMixは前述の原曲から若干dropの部分が変更されている。
2022年2月24日、公式Twitter においてイギリスのミュージシャン、スティングとコラボした新曲:『Redlight』を2月26日にリリースすると発表した。なお、この曲は前述の『It Gets Better』や『Moth to a flame』と違いBPM125のアンダーグラウンドなディープ・ハウストラックとして制作されている。
また、同日にアルバム『Paradise Again 』のリリース日が2022年4月15日に決まったと発表された。
また、スペシャル枠としてコーチェラ・フェスティバルへの出演が決定したと発表した。
しかし、出演直前になり、ヘッドライナーの一人であったカニエ・ウェストが出演をキャンセルしたため、急遽The WeekndとともにSwedish House Mafia & The Weekndとしてヘッドライナー出演することが決定した。
2022年4月15日、『Paradise Again 』がリリース。前述の先行シングルやエイサップ・ロッキーとのコラボ曲を含む全17曲が収録されている。
また、4月17日と24日にコーチェラに出演。
前半はスウェディッシュ・ハウス・マフィアがステージに立ち、「Paradise Again」からの最新トラック、自らのヒット曲である「One」や「Don’t You Worry Child」、さらに自分たちの楽曲や解散時代の楽曲(「Antidote」や「Dream Bigger」など)のリメイク・バージョン、メンバー個人の楽曲(セバスチャン・イングロッソの「Calling」や「Reload」など)をプレイし、観衆を湧かせた。その後、ステージに登場したThe Weekndとともにスウェディッシュ・ハウス・マフィアが楽曲制作に関わったThe Weekndの楽曲、「Sacrifice」と「How do I Make You Love Me?」を披露。
その後はThe Weekndにステージを譲ったが、再び最後に登場、コラボ曲「Moth To A Flame」を演奏し2週、3日間にわたるコーチェラの大トリを飾った。
なお、ダンスミュージック系のアーティストがコーチェラの大トリを務めるのはカルヴィン・ハリスに続き2組目である。

2022年7月29日、イギリスのプロデューサー/DJ/歌手のFred again..とともにラッパーのフューチャーの楽曲をサンプリングしたコラボ曲「Turn on the lights again..」をリリースした。
スウェディッシュ・ハウス・マフィアにとってDJとのコラボ曲のリリースは2011年の「Antidote」(with Knife Party)以来11年ぶりである。
また、同日、アルバム「Paradise Again」を提げたワールドツアー、「Paradise Again Tour」がマイアミにて初回公演を迎えた。その後は11年ぶりのカムバックとなるニューヨークの「マディソン・スクエア・ガーデン」や
ラスベガスなどアメリカを周り、その後はヨーロッパ各地で公演、11月のフィンランド公演を最後に幕引きした。
日本を含むアジアでのツアーは実施されなかった。
ツアー終了後、アブダビで行われたフォーミュラ1やMDL Beast Soundstormといった中東のフェスに出演した。
2022年9月28日、アメリカのマイアミで開催されるウルトラ・ミュージック・フェスティバル2023に出演することを発表した。　ウルトラへの出演は2018年の再結成以来である。
2023年3月、アメリカのマイアミにて開催されたウルトラ・ミュージック・フェスティバル2023に出演。前回から5年ぶりの出演となった今回は、まったく新しい、よりハウス寄りになったセットを公開し話題となった。また、6月には新曲「See The Lights」をリリース。「アルバム『Paradise Again』は終わりを迎える」とコメントを残し、新しい方向性を示唆した。また、南米ツアーを実施することを発表した。

## ディスコグラフィー

### アルバム
- Until One (2010)
- Until Now (2012)
- Paradise Again (2022)

| タイトル       | アルバム詳細 | ディスコグラフィー |
| -------------- | --- | --- |
| Paradise Again | - 発売: 2022年4月15日 - レーベル: ユニバーサル・ミュージック、リパブリック・レコード、SSA Records - フォーマット: デジタルダウンロード | 1. Time (4:42) 2. Heaven Takes You Home (3:35) 3. Jacob’s Note (1:05) 4. Moth To A Flame (3:54) 5. Mafia (3:35) 6. Frankenstein (3:28) 7. Don’t Go Mad (4:25) 8. Paradise Again (3:36) 9. Lifetime (3:07) 10. Calling on (4:36) 11. Home (3:45) 12. It Gets Better (3:05) 13. Redlight (4:03) 14. Can U Feel It (4:24) 15. 19.30 (1:58) 16. Another Minute (3:28) 17. For You (5:23) |

### シングル(再結成以降)
- It Gets Better (2021)
- Lifetime (feat.Ty Dolla $ign & 070 shake) (2021)
- Moth to a flame (feat.The Weeknd) (2021)
- One Symphony (feat.Jacob Mühlrad) (2022)
- It Gets Better (Stockholm Version) (2022)
- Redlight (feat.Sting) (2022)
- Undernearth it all (feat.マイク・ポズナー) (2022)
- Heaven Takes You Home (feat.Connie Constance) (2022)
- Turn on the rights again.. (with Fred again..) (feat.フューチャー (ラッパー))(2022)
- See The Lights (feat.Fridayy) (2023)
- Ray Of Solar (2023)
- Lioness (2024)
- Finally (feat.Alicia Keys) (2024)

なお、前述の「It Gets Better (Stockholm Version)」と「Underneath It All」はフリーダウンロードで公開されたため、正式なリリースではない。

### リミックス(再結成以降)
Swedish House Mafia によるリミックス　
- Swedish House Mafia & The Weeknd - Moth to a flame (Extended Mix) (2022)
- The Weeknd - Sacrifice (Swedish House Mafia Remix) (2022)
- Swedish House Mafia feat. Connie Constance - Heaven Takes You Home (Extended Mix) (2022)
- Swedish House Mafia feat. Connie Constance - Heaven Takes You Home (Alternative Mix) (2022)

### 未発表曲（再結成以降）
- Not Yesterday (feat. 070Shake) (2023)
- Omen (2023)
- Having A Good Time (2023)
- Where Have You Been (with Otto Knows) (2023)